# Tous les hommes sont des romans

Tous les hommes sont des romans est un film français réalisé par Alain Riou et Renan Pollès, diffusé à la télévision en 2007 puis exploité au cinéma en 2009.

## Fiche technique
- Titre : Tous les hommes sont des romans
- Réalisation : Alain Riou et Renan Pollès
- Producteur : Sonia Medina
- Scénario : Alain Riou
- Photographie : Renan Pollès
- Production : Sonia Medina
- Sociétés de production : Esperanza Productions et Pyramide Films
- Pays d'origine :  France
- Langue originale : français
- Durée : 80 minutes
- Genre : comédie
- Date de sortie : 
  - France : 16 septembre 2007 (première diffusion à la télévision) ; 10 juin 2009 (sortie au cinéma)

## Distribution
- Margot Abascal : Alice
- Charlotte Desgeorges : Barbara Franklin
- Bruno Chiche : le mari
- Thierry Godard : Renaud
- Jean-Pierre Mocky : le diable
- Daniel Moquay : Adam
- Elisabeth Quin : Ève
- Alain Riou : le professeur Laumière